# Нёйи-ан-Тель (кантон)

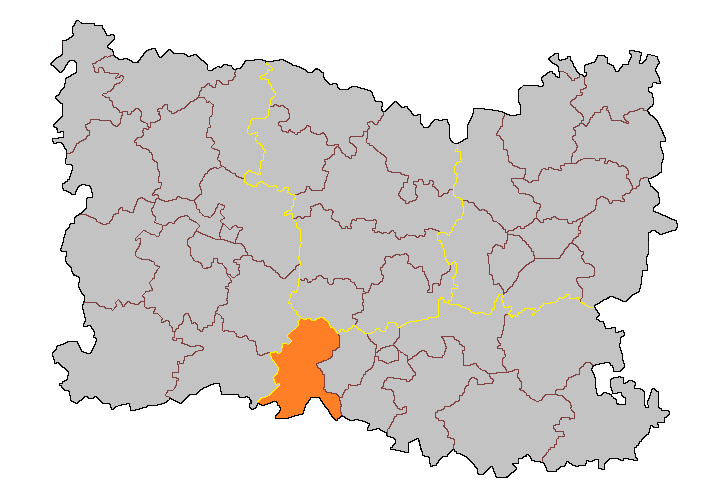
Кантон Нёйи-ан-Тель на карте департамента Уаза

Нёйи-ан-Тель (фр. Neuilly-en-Thelle) — упраздненный кантон во Франции, регион Пикардия, департамент Уаза. Входил в состав округа Санлис.
В состав кантона входили коммуны (население по данным Национального института статистики Архивная копия от 21 сентября 2013 на Wayback Machine за 2010 г.):
- Баланьи-сюр-Терен (1 383 чел.)
- Бель-Эглиз (585 чел.)
- Боран-сюр-Уаз (2 099 чел.)
- Дьёдонне (841 чел.)
- Круи-ан-Тель (1 086 чел.)
- Ле-Мений-ан-Тель (2 288 чел.)
- Морангль (393 чел.)
- Нёйи-ан-Тель (3 098 чел.)
- Пюизе-ле-Оберже (843 чел.)
- Сир-ле-Мелло (3 535 чел.)
- Френуа-ан-Тель (943 чел.)
- Фуланг (202 чел.)
- Шамбли (9 438 чел.)
- Эркюи (1 403 чел.)
- Юлли-Сен-Жорж (1 916 чел.)

## Экономика
Структура занятости населения :
- сельское хозяйство — 2,1 %
- промышленность — 19,5 %
- строительство — 6,8 %
- торговля, транспорт и сфера услуг — 42,2 %
- государственные и муниципальные службы — 29,4 %

## Политика
На президентских выборах 2012 г. жители кантона отдали в 1-м туре Марин Ле Пен 25,8 % голосов против 25,6 % у Николя Саркози и 24,4 % у Франсуа Олланда, во 2-м туре в кантоне победил Саркози, получивший 53,5 % (2007 г. 1 тур: Саркози — 31,8 %, Сеголен Руаяль — 22,2 %; 2 тур: Саркози — 57,2 %). На выборах в Национальное собрание в 2012 г. по 3-му избирательному округу департамента Уаза они поддержали кандидата социалистов Мишеля Франке, получившего 43,3 % голосов в 1-м туре и 56,1 % голосов - во 2-м туре.
|  | Кандидат      | Партия                    | % голосов |
|  | ------------- | ------------------------- | --------- |
|  | Жерар Оже     | Социалистическая партия   | 56,12     |
|  | Сесиль Бремар | Союз за народное движение | 43,88     |